# 2 Armia Powietrzna

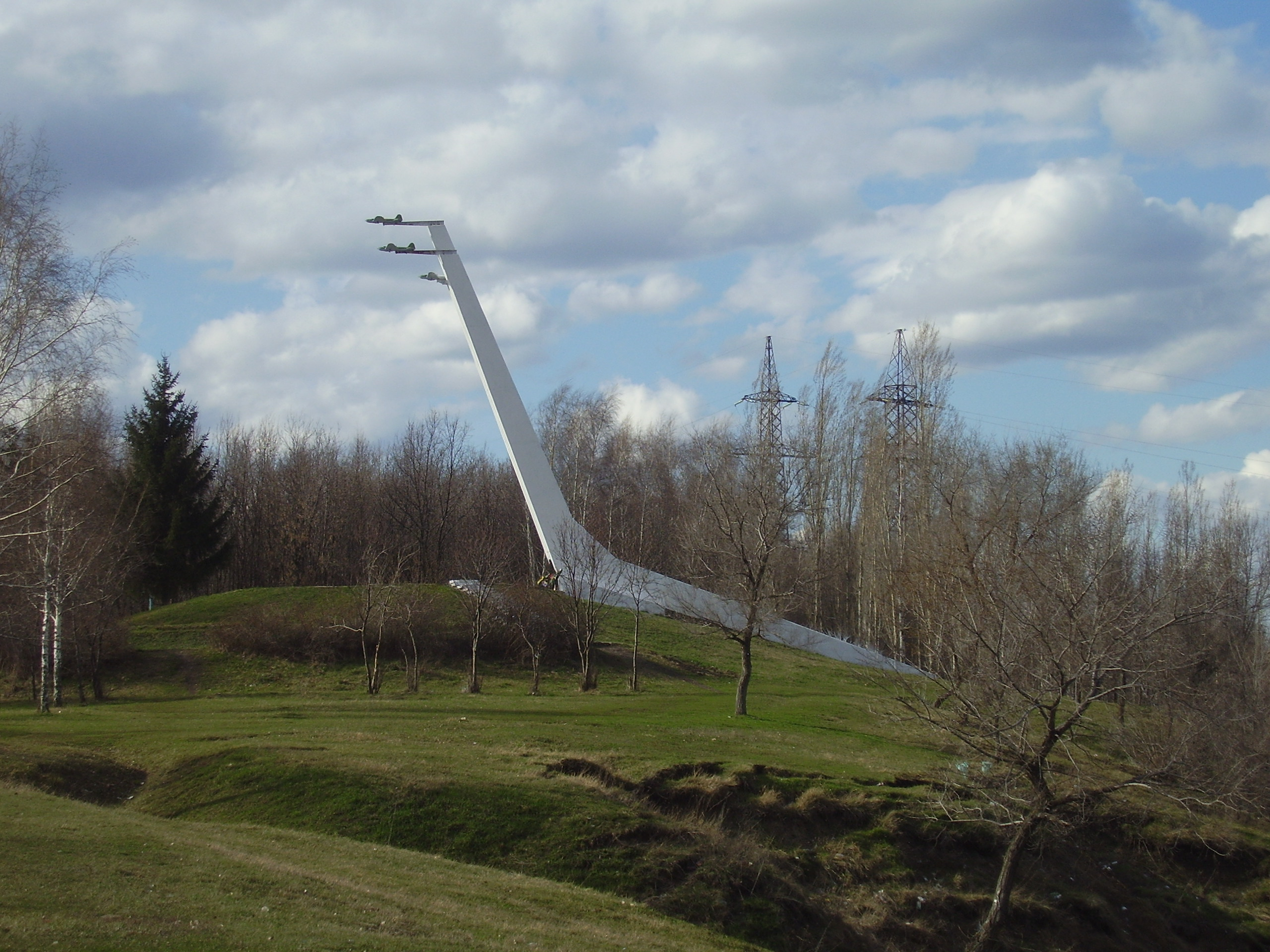
Pomnik w miasteczku Siemiłuki, poświęcony lotnikom z 2 Armii Powietrznej

2 Armia Powietrzna (ros. 2-я воздушная армия) – jedna z armii Związku Radzieckiego z okresu II wojny światowej.

## Historia
2 Armia Powietrzna sformowana została w 1942. W czasie walk na froncie radziecko-niemieckim wchodziła w skład kilku związków operacyjno-strategicznych Armii Czerwonej, w tym Frontu Woroneskiego. Uczestniczyła w bitwie o Stalingrad i w bitwie na łuku kurskim. 
Następnie, będąc w składzie wojsk 1 Frontu Ukraińskiego uczestniczyła w walkach na ziemiach polskich. Dowodzona była przez gen. płka Stiepana Krasowskiego. Funkcję zastępcy dowódcy do spraw pol.-wych. pełnił gen. mjr Siergiej Romazanow a funkcję szefa sztabu gen. mjr Aleksandr Pronin. 
W czasie walk na przyczółku baranowsko-sandomierskim w sierpniu 1944 w rejonie Opatowa poległ Bohater Związku Radzieckiego major Stiepan Posziwalnikow, dowodzący jedną z eskadr szturmowych w 2 Armii Powietrznej. 
W styczniu 1945 2 Armia Powietrzna miała do dyspozycji 2583 samoloty.
Dowodzona przez Stiepana Krasowskiego brała udział w walkach na przyczółku baranowsko-sandomierskim oraz w operacji wiślańsko-odrzańskiej. Aktywnie uczestniczyła również w walkach w czasie forsowania Odry.

## Dowódctwo armii
Dowódca:
- gen. Stiepan Krasowski[9]

Szef sztabu:
- gen. mjr Aleksandr Pronin

## Struktura organizacyjna
- 1 Gwardyjski Korpus Lotnictwa Szturmowego
- 2 Gwardyjski Korpus Lotnictwa Szturmowego
- 3 Korpus Lotnictwa Szturmowego
- 2 Korpus Lotnictwa Myśliwskiego
- 5 Korpus Lotnictwa Myśliwskiego
- 6 Gwardyjski Korpus Lotnictwa Myśliwskiego
- 4 Korpus Lotnictwa Bombowego
- 6 Gwardyjski Korpus Lotnictwa Bombowego[5].